# ميخائيل أوبراين (مصور)
ميخائيل أوبراين (بالإنجليزية: Michael O'Brien)‏ هو مصور أمريكي، ولد في 27 يونيو 1950 في ممفيس في الولايات المتحدة.

## وصلات خارجية
- الموقع الرسمي